# Harry Cook (karaté)
 (novembre 2022).
 (novembre 2022).
- Si vous ne connaissez pas le sujet, laissez ce bandeau (vous pouvez alors contacter les auteurs).
- Si vous supprimez le contenu mis en cause (vous pouvez préalablement contacter les auteurs),

argumentez précisément cette suppression dans la page de discussion
(un manque de référence n'est pas un argument ; une recherche réelle de référence doit avoir été effectuée, être formellement documentée).
 (novembre 2022).
Si vous disposez d'ouvrages ou d'articles de référence ou si vous connaissez des sites web de qualité traitant du thème abordé ici, merci de compléter l'article en donnant les références utiles à sa vérifiabilité et en les liant à la section « Notes et références ».
Pour les articles homonymes, voir Cook et Harry Cook (homonymie).
Henry Wilson Cook ou Harry Cook, anglais, né en 1949 à South Shields, est un pratiquant d'arts martiaux.
Chef instructeur de l'Association de Karate-do Seijinkai, une école fondée dans le but d'enseigner son propre style de karaté, il tient le rang de 7e dan de karaté. Il a écrit des ouvrages d'arts martiaux, dont l'un s'intitule Shotkan karate : A precise history (2001).
En juin 2012, il est condamné à dix ans de prison pour viols, agressions sexuelles, possession indécente de contenus pornographiques et d'images pédophiles.

## Biographie
Il commence son entraînement aux arts martiaux, dont le karaté, en rejoignant en 1966, deux camarades de classe adeptes de l'école Wado-ryu. Par la suite, les instructeurs de Wado-ryu devant changer de lieu, Cook opte pour l'école Shotokan-ryu de Ken Smith's dont le dojo est situé à Sunderland.
À la fin des années 60, Cook est l'un des premiers étudiants britanniques de karaté à s'entraîner sous l'autorité de Keinosuke Enoeda (en). À la fin de ses quatre années d'école secondaire, il obtient un 4e kyu de karaté.
Cook étudie l'arpentage pendant un an, mais ensuite, il apprend la langue chinoise à l'université de Durham. À l'université, il entre en contact avec Rose Li, une des maîtres de conférence qui lui enseigne le Tai Chi Chuan.
En 1970, il crée le club de karaté universitaire de Durham, qui est affilié à l'Union de karaté de Grande-Bretagne. Andy Sherry (en) l'envoie alors à son test pour le 1er kyu. En 1973, Cook se voit décerner le diplôme du bac option arts et langue chinoise à l'université de Durham. Un an plus tard, il obtient un certificat en éducation au sein de la même université.

### Carrière professionnelle
Cook cherche du travail au Japon. Il voulait au départ voyager en Chine, mais il choisit le Japon pour des raisons culturelles.
Lors de son arrivée au Japon au milieu des années 70, il est professeur de langue anglaise. Il a l'intention de rendre visite à la JKA, mais Terry O'Neil lui recommande de visiter le dojo de karaté Goju-ryu de Morio Higaonna, ce qu'il fait par la suite. Il s'entraîne occasionnellement avec Hirokazu Kanazawa, et il étudie également les techniques de combat à l'épée et au bâton. La plupart de son entraînement a lieu sous l'autorité d'Higaonna. Cook tient alors un discours élogieux à propos d'Higaonna.
Deux ans plus tard, il obtient son 2e dan. À la fin de son contrat de travail, il rentre en Angleterre, mais il n'y reste que six mois avant de repartir pour le Japon. Il s'installe à Kyoto et commence à étudier le butokukan et le naginata. Lors de ses retours en Angleterre, il vit à Haltwhistle dans le Northumberland.
Cook fonde alors l'Association de Karatedo Seijinkai, un style croisant Shotokan et Goju-ryu. L'association s'étend en Irlande, en Norvège, aux États-Unis et au Royaume-Uni.

### Affaires judiciaires
En mai 2011, Cook apparaît à Newcastle à la court des magistrats pour faire face à des accusations d'agressions sexuelles. Vingt-neuf charges liées au tourisme sexuel sont alors montées contre lui.
Il est condamné à dix ans de prison.